# شلمان
شلمان (بالفارسية: شلمان) هي مدينة تقع في إيران في Kumeleh District. يقدر عدد سكانها بـ 5,651 نسمة .